# Embernagra
Az Embernagra a madarak osztályának verébalakúak (Passeriformes) rendjébe és a tangarafélék (Thraupidae) családjába tartozó nem.

## Rendszerezésük
A nemet René Primevère Lesson francia ornitológus írta le 1831-ben, az alábbi 2 faj tartozik ide:
- Embernagra platensis
- Embernagra longicauda

## Előfordulásuk
Dél-Amerika területén honosak. Természetes élőhelyeik a szubtrópusi és trópusi szavannák és cserjések. Állandó, nem vonuló fajok.

## Megjelenésük
Testhosszuk 20,5-23 centiméter közötti.

## Életmódjuk
Ízeltlábúakkal, magvakkal és gyümölcsökkel táplálkoznak.